# Die Braut des Monats
Die Braut des Monats (Originaltitel June Bride) ist eine US-amerikanische Filmkomödie unter Regie von Bretaigne Windust aus dem Jahr 1948. Der Film mit Bette Davis und Robert Montgomery in den Hauptrollen hatte ein Theaterstück von Eileen Tighe und Graeme Lorimer als Grundlage, das aber offensichtlich nie produziert wurde.

## Handlung
Der weltmännische Auslandskorrespondent Carey Jackson wird nach der Schließung des Zeitungsbüros in Wien nach New York zurückgeholt. Er wird von seinem Verleger Towne in die Redaktion des beschaulichen Frauen- und Haushaltsmagazins Home Life versetzt. Eigentlich möchte Carey ablehnen, doch da seine alte Flamme Linda Gilman inzwischen Chefredakteurin von Home Life geworden ist, sagt er zu. Linda ist keineswegs begeistert, da Carey sie vor drei Jahren sitzen gelassen hatte, als ihre Beziehung ernst zu werden begann. Linda fordert, dass die Beziehung dieses Mal rein beruflich bleiben muss, doch das fällt den beiden von Anfang an schwer.
Im winterlichen Crestville, Indiana, wird die Titelgeschichte für die Juniausgabe der Zeitschrift vorbereitet. Linda, Carey und weitere Mitarbeiter von Home Life sorgen im Haushalt der Brinkers für Trubel, wo die älteste Tochter Jeanne Brinker und ihr Freund Bud Mitchell heiraten sollen. Die Mitarbeiter der Zeitschrift dekorieren erst einmal das ganze Haus um und kleiden alle Familienmitglieder ein, damit die Ausgabe mit idyllischen Bildern punkten kann.
Carey ist unzufrieden, denn die geplante Story über eine idyllische Provinzhochzeit erscheint dem erfahrenen Kriegskorrespondenten als todlangweilig. Sein Interesse ist geweckt, als er von Jeannes jüngerer Schwester Barbara hört, dass sie eigentlich immer Bud geliebt habe, aber im Schatten ihrer glamourösen Schwester nie von ihm beachtet wurde. Jeanne sei zunächst mit Buds älterem Bruder Jim zusammen gewesen, doch der habe aufgrund seines Armeedienstes fast nie Zeit für sie gehabt, sodass Jeanne ihn für seinen jüngeren Bruder Bud sitzen ließ. Carey findet den Plan reizend, Jim von der Hochzeit wissen zu lassen und ihn nach Hause zu holen, um Trubel zu erzeugen, lässt ihn dann aber mit Rücksicht auf Linda fallen. Boo ruft aber, wie von Carey zunächst angedacht, einen Offiziersfreund von Carey an, der einen Urlaub für Jim besorgt.
Als der beurlaubte Jim eintrifft, wird schnell ersichtlich, dass er und Jeanne sich immer noch lieben. Nach kurzer Zeit verschwindet das Paar nach Indianapolis und heiratet dort. Linda ist sauer, da ohne Hochzeit die ganze Arbeit umsonst war, und feuert Carey. Dieser versucht für Linda die Situation zu retten und bekundet ein angebliches Interesse an Boo, woraufhin Bud tatsächlich eifersüchtig wird. Careys Plan geht auf und Bud macht Boo einen Heiratsantrag. Er schreibt seinen Text für den Artikel fertig und reist noch am selben Tag ab. Die Hochzeit verläuft am nächsten Tag perfekt und die Zeitung hat ihre Geschichte – Linda entdeckt den Text von Carey und erkennt, dass dieser die Hochzeit von Bud und Boo eingefädelt und die wahren beiden Liebespaare zusammengebracht hatte. Linda stellt Carey wieder ein und die beiden planen nun ihre eigene Hochzeit, danach möchte Linda ihren Job als Chefredakteurin an den Nagel hängen.

## Hintergrund
Bei ihrer ersten und einzigen Zusammenarbeit kamen Robert Montgomery und Bette Davis nicht gut miteinander zurecht. Sie warf ihrem Co-Star vor, ihr die Szenen stehlen zu wollen. Für Bette Davis war es die erste Komödie seit 1942, als sie in den Filmen Die Braut kam per Nachnahme und Der Mann, der zum Essen kam aufgetreten war. Robert Montgomery war im Gegensatz zu Davis heimisch im Genre der Filmkomödie, hatte sich aber in den Jahren zuvor dem Drehen von Thrillern zugewandt, sodass June Bride auch für ihn eine Rückkehr zur Komödie bedeutete. Nachdem die Filme von Bette Davis vor June Bride an der Kinokasse enttäuscht hatten, bedeutete June Bride mit Einnahmen von rund 1,5 Millionen US-Dollar wieder einen Erfolg.
Die jugendliche Debbie Reynolds machte ihr Filmdebüt in einem sekundenkurzen Auftritt als Brautjungfer von Boo.

## Kritiken
Bosley Crowther sah den Film in der New York Times vom 30. Oktober 1948 als eine „erfreuliches Vehikel, eine anspruchsvolle Sache“, die sich in ihrem Humor zu großen Teilen auf die schrulligen Attitüden seiner Figuren verlasse. Das ländliche Ambiente des Films sei ebenfalls solide in Szene gesetzt, „niemals zu kitschig mit Sentimentalitäten“. Der Film sei auch „ein klein wenig satirisch um die Ecke“, wenn es um die oberflächliche Inszenierung des Landlebens durch die Zeitschrift gehe.
Der Filmdienst empfiehlt den Film ab 12 Jahren und notiert: „Unterhaltsame Komödie um der Kampf der Geschlechter, in der Bette Davis ihr komödiantisches Talent beweist.“
Craig Butler vom All Movie Guide sieht den Film zwar nicht als „zeitlosen Klassiker“, aber dennoch als eine „unterhaltsame romantische Komödie“. Es gebe viel Humor, und die Hauptdarsteller seien in „großer Form“, auch die Nebenbesetzung mit Fay Bainter, Mary Wickes und Barbara Bates „kann nicht besser sein“. Ein Stolperstein für viele heutige Zuschauer könne das Frauenbild am Filmende sein, wo die Frau darauf vorbereitet sein muss, beim Eintritt in die Beziehung ihr eigenes Berufsleben aufzugeben.